# Жук Григорій Михайлович
Григорій Михайлович Жук (нар. 20 лютого 1946, Гаї-Розтоцькі Зборівського району Тернопільської області) — український журналіст, публіцист, краєзнавець, відеоблогер. Член Національної спілки журналістів України (2017).

## Життєпис
Григорій Михайлович Жук народився 20 лютого 1946 року у с. Гаї-Розтоцькі Зборівського району Тернопільської області в селянській родині. Навчався у Гає-Розтоцькій середній школі. Має дві вищих освіти. У 1969 році закінчив Львівський державний університет ім. Івана Франка за спеціальністю філолог, викладач української мови та літератури; у 1987 році — Тернопільський державний педагогічний інститут за спеціальністю вчитель російської мови та літератури.
Працював учителем української та російської мов і літератур у середніх школах Зборівщини, інспектором шкіл Зборівського райвно.
З 1982 року — у Тернопільському фінансово-економічному інституті, Тернопільському інституті народного господарства на посаді викладача української та російської мов підготовчого відділення. З 1991 року — старший викладач кафедри українознавства Тернопільської академії народного господарства, а з 2008 року — старший викладач кафедри документознавства, інформаційної діяльності та українознавства Тернопільського національного економічного університету. Читав курс «Українська мова». Зараз на творчій роботі.
Член Національної спілки журналістів України (2017). Автор численних публікацій різножанрової тематики у районній газеті колишнього Залозецького району «Шляхом Ілліча», Зборівській районній газеті «Радянське село», обласних виданнях «Ровесник» «Вільне життя», «Свобода», «Нова Тернопільська газета», «Сільський господар», львівській та київській періодиці. На громадських засадах співпрацює з обласним радіо як автор передач з питань культури української мови, літератури, національного відродження. Як блогер на своєму каналі в YouTube розміщує відеоматеріали краєзнавчого характеру, а також з історії рідного краю — села, району.